# Municipio de Glendale (Kansas)
El municipio de Glendale (en inglés: Glendale Township) es un municipio ubicado en el condado de Saline en el estado estadounidense de Kansas. En el año 2010 tenía una población de 110 habitantes y una densidad poblacional de 1,18 personas por km².

## Geografía
El municipio de Glendale se encuentra ubicado en las coordenadas 38°54′50″N 97°51′54″O / 38.91389, -97.86500. Según la Oficina del Censo de los Estados Unidos, el municipio tiene una superficie total de 93.53 km², de la cual 93,33 km² corresponden a tierra firme y (0,21 %) 0,2 km² es agua.

## Demografía
Según el censo de 2010, había 110 personas residiendo en el municipio de Glendale. La densidad de población era de 1,18 hab./km². De los 110 habitantes, el municipio de Glendale estaba compuesto por el 97,27 % blancos, el 0,91 % eran afroamericanos, el 0,91 % eran asiáticos y el 0,91 % eran de una mezcla de razas. Del total de la población el 6,36 % eran hispanos o latinos de cualquier raza.